# ヴェールハイム

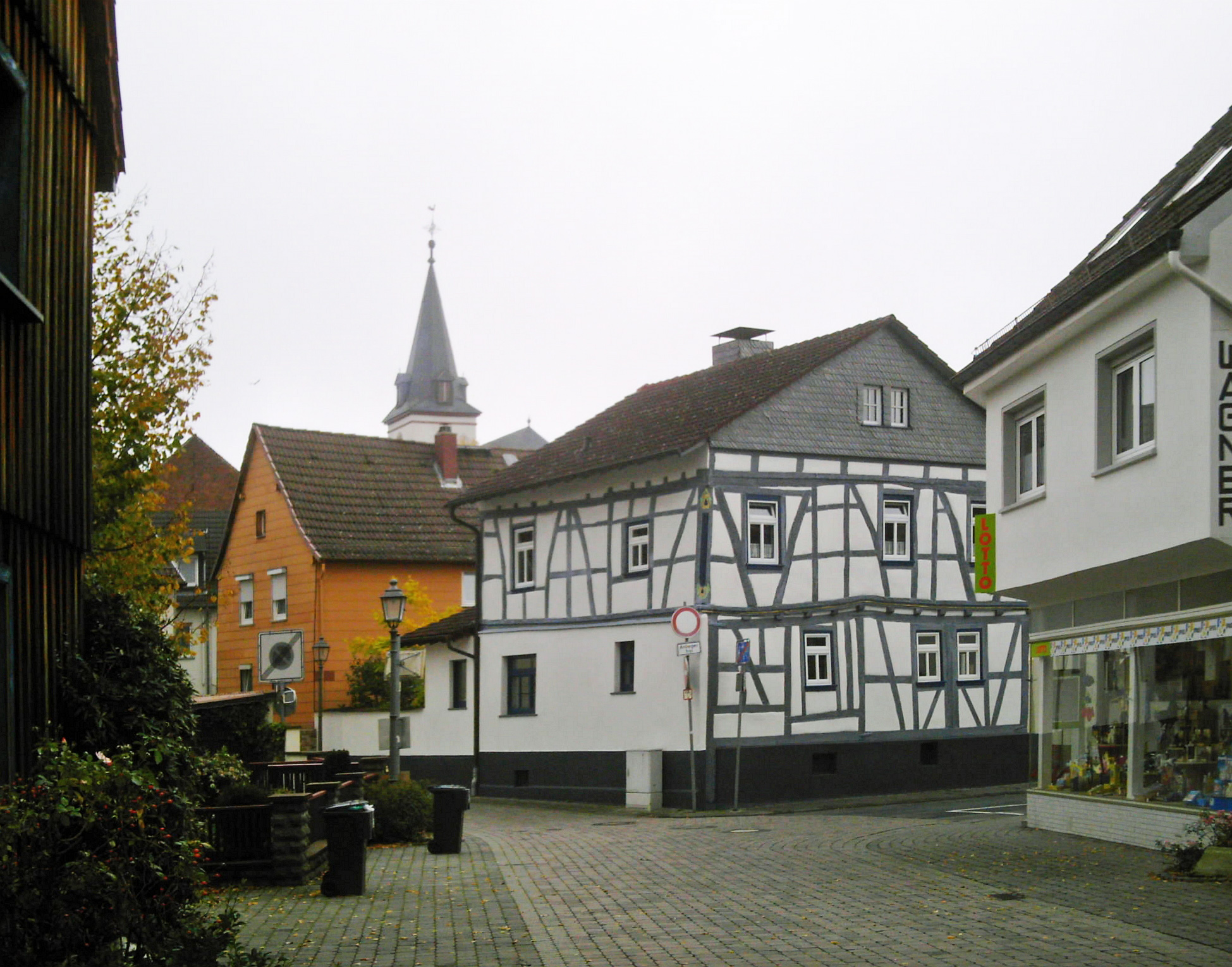
ヴェールハイム旧市街の町並み

ヴェールハイム (ドイツ語: Wehrheim) は、ドイツ連邦共和国ヘッセン州ダルムシュタット行政管区に属すホーホタウヌス郡の町村（以下、本項では便宜上「町」と記述する）である。

## 地理

### 位置
ヴェールハイムは、バート・ホムブルク・フォア・デア・ヘーエとウージンゲンとの間のタウヌス山地の主脈の北斜面にあたるヒンタータウヌス東部、高度 305 m から 400 m に位置する。南の町境と一部町内にリーメスが築かれていた。街の中心部の南に位置する森には、土塁施設のロッホミューレ砦跡があるが、発掘の失敗により建造年代は不明である。
この町は、フランクフルト・アム・マインの北約 22 km、郡庁所在地であるバート・ホムブルク・フォア・デア・ヘーエの北約 10 km のライン＝マイン地方に位置している。

### 隣接する市町村
ヴェールハイムは、北はウージンゲン（ホーホタウヌス郡）およびオーバー＝メルレン（ヴェッテラウ郡）、東はフリートベルク (ヘッセン) およびロスバッハ・フォア・デア・ヘーエ（ともにヴェッテラウ郡）、南はフリードリヒスドルフおよびバート・ホムブルク・フォア・デア・ヘーエ（ともにホーホタウヌス郡）、西はノイ＝アンスパハ（ホーホタウヌス郡）と境を接している。

### 自治体の構成
ヴェールハイム町は、中核地区のほかに3つの地区で構成されている。
| 市区                         | 市区            | 合併時期       | 人口（人） | 中核市区からの距離 | 方角 |
| ---------------------------- | --------------- | -------------- | ---------- | ------------------ | ---- |
| フリードリヒスタール         | Friedrichsthal  | 1971年12月31日 | 600        | 5.6 km             | 北東 |
| オーベルンハイン             | Obernhain       | 1972年8月1日   | 1,715      | 3.05 km            | 南西 |
| プファッフェンヴィースバッハ | Pfaffenwiesbach | 1971年12月31日 | 1,590      | 4.14 km            | 北東 |

ヴェールハイム地区は、ザールブルクジートルングとディー・マルクの2つの分かれた住宅地を有しているが、これらは別個の地区ではない。
ヴェールハイム地区、プファッフェンヴィースバッハ地区、オーバーハイン地区、フリードリヒスタール地区は、基本条例に従って、地区議会と地区長を有する行政地区を形成している。行政地区の境界は従来の集落の境界に従っている。

## 歴史
定住の最初の痕跡は青銅器時代にまで遡る。ヴェールハイムでは、骨壺墓地文化中期から後期（紀元前11世紀から紀元前10世紀）の墓地が発見されている。1997年に行われたこの墓地の発掘調査は、5基の骨壺墓が発掘され、学術的検討が行われた。ヴェールハイムは1046年に最初の記録が遺されている。皇帝ハインリヒ3世がその妃アグネスに "Wirena" の所有地を遺贈した。その後フリートベルク城伯が所有者として記録されている。この帝国領は、13世紀にディーツ伯の所領となった。ディーツ伯の下、この町は1372年に都市権を獲得したが、1814年に再び喪失した。1243年、ディーツ伯ゲルハルトの寄進でトロン修道院が設立された。
ディーツ伯の後、ヴェールハイムはナッサウ＝ディレンブルク領となった。16世紀前期にナッサウ伯は宗教改革を行った。これにより、隣接するトリーア選帝侯領との紛争が起こった。1564年のディーツ協約でヴェールハイムに対する高権の一部を共有することとなった。このため、アムト・ヴェールハイムはナッサウ伯と選帝侯のどちらの役所も有していた。
その後、ヴェールハイムはナッサウ＝ウージンゲン領の一部となり、ナッサウ公国を経て1866年からプロイセン領となった。
1895年にバート・ホムブルク・フォア・デア・ヘーエ（当時はホムブルクという名称であったが）からフリードリヒスドルフを経てウージンゲンに至る鉄道路線が創業され、数年後にヴァイルブルクに延伸された。これによりこの町はフランクフルト地域と密に結ばれ、その後100年間発展を続けた。
ヘッセン州の地域再編に伴い、1971年12月31日にプファッフェンヴィースバッハと、クランスベルクのフリードリヒスタール地区が自主的にヴェールハイムに合併した。1972年8月1日に州法によりオーベルンハインが合併した。
現在ヴェールハイムは、他のホーホタウヌス郡やマイン＝タウヌス郡の市町村と同様に、購買力の高い住民に人気の住宅地となっている。

## 行政

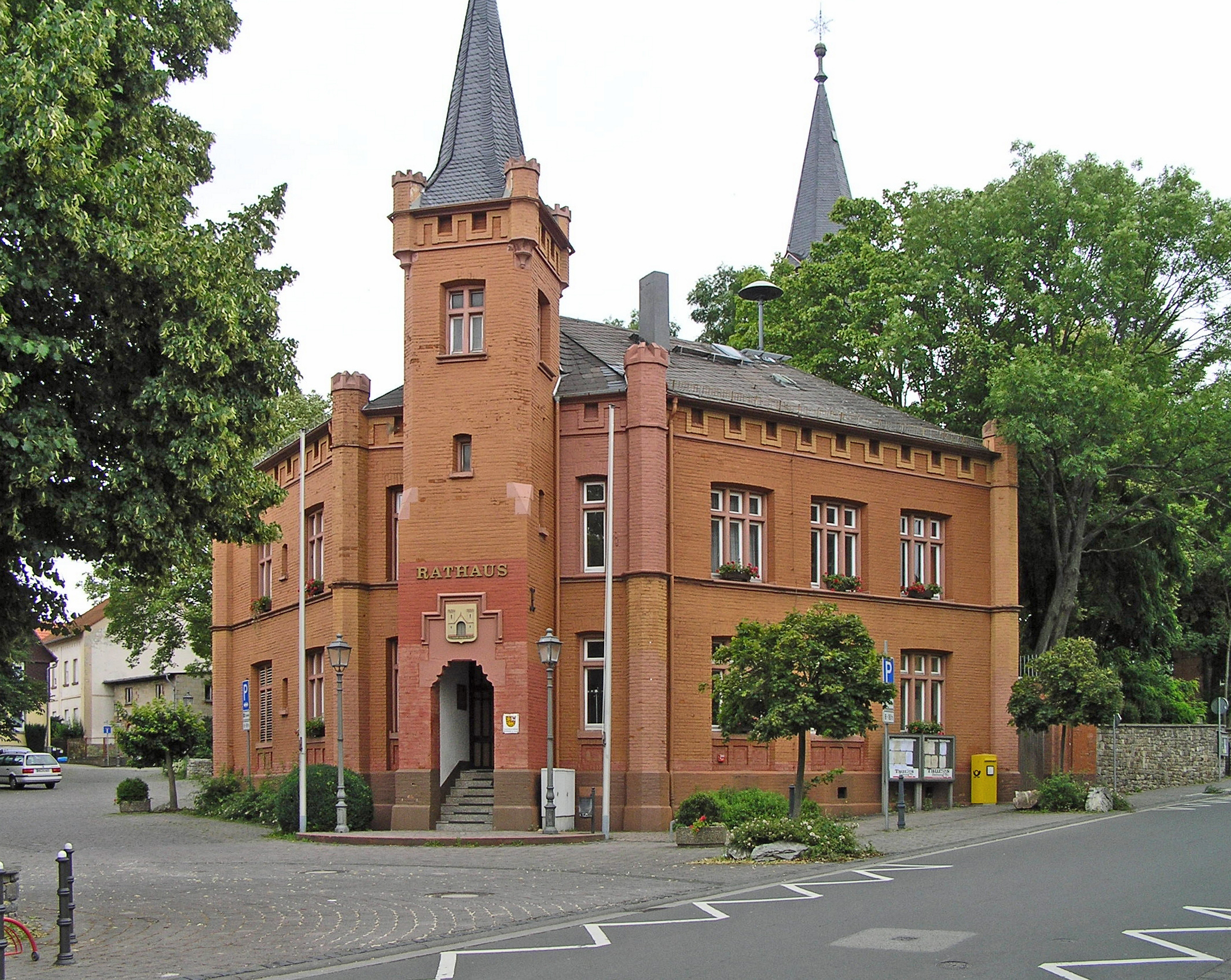
ヴェールハイム町役場

### 議会
ヴェールハイムの町議会は31議席で構成されている。

### 首長
2002年からグレゴール・ゾンマー (CDU) がこの町の町長を務めている。
第二次世界大戦後の町長を列記する。
- 1946年 - 1959年　ルートヴィヒ・ベンダー (CDU)
- 1960年 - 1979年　リヒャルト・ヴァーグナー (SPD)
- 1980年 - 1985年　ヨーゼフ・ケーニヒ (CDU)
- 1986年 - 1991年　アリベルト・エーム (SPD)
- 1992年 - 2002年　ヘルムート・ミヒェル (CDU)
- 2002年 - 　グレゴール・ゾンマー (CDU)

### 紋章
この町の紋章は、15世紀の市の印章（当時ヴェールハイムは市であった）に基づいている。紋章には1388年までこの町を治めていたディーツ伯の獅子2頭とこの町のイニシャルが描かれている。この紋章はその後数世紀忘れ去られ、19世紀初めに2つの塔を持つ由来不明の建物を描いた新しい市の印章が創られた。防衛施設 (Wehrbau) と思われるこの建物は、地名との地口でシンボルにされた。現在の紋章は1953年に承認された。

### 姉妹都市
- Pilisvörösvár（ハンガリー、ペシュト県）1984年

友好都市
- リオ・ディ・プステリーア（イタリア、トレンティーノ＝アルト・アディジェ州）2001年

## 経済と社会資本

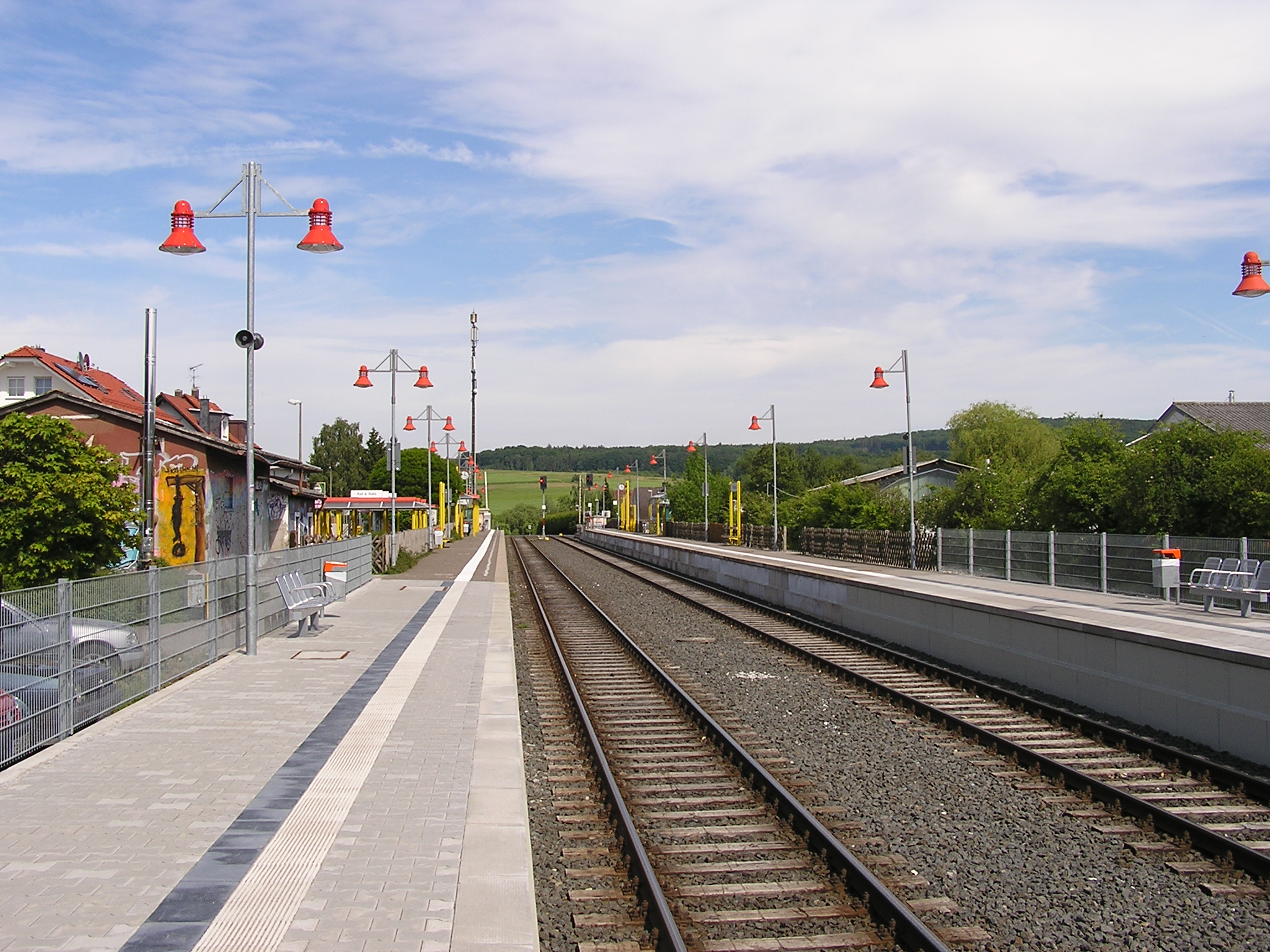
ヴェールハイム駅

### 交通
タウヌス山中の牧歌的な立地であるにもかかわらず、ヴェールハイムは交通の便がよい場所にある。連邦アウトバーン A5号線のフリートベルク・インターチェンジまで 6 km、A661号線のオーバーウルゼル・インターチェンジまで 8 km と、広域自動車道へのアクセスが非常によい。連邦道 B456号線はバイパス道路としてヴェールハイムを迂回しており、ザールブルクパスを通ってバート・ホムブルクへ、北はウージンゲンを経由してヴァイルブルクへ行くことができる。
この町には、タウヌス鉄道（RMV-15号線）の駅が2つある: ヴェールハイム駅とザールブルク駅である。後者はザールブルクジートルング近郊にある。

### 地元企業
ヴェールハイムで生産される有名な製品が、「オーロパックス」の商標で販売されているオーロパックス社の耳栓である。整形外科領域では、人工関節を固定するための世界的に有名な骨セメント「パラコス」が、ヴェールハイムのヘレウス・メディカルで製造されている。

### 珪岩採掘
フリードリヒスドルフのケッペルン地区とヴェールハイムとの間にあるケッペルナー・タール（ただしケッペルン側）にケメックス・グループの子会社 CEMEX キース & シュプリット GmbH が大規模な採石場を営んでいる。ここでは19世紀末まで珪岩が採掘されていた。

### 教育

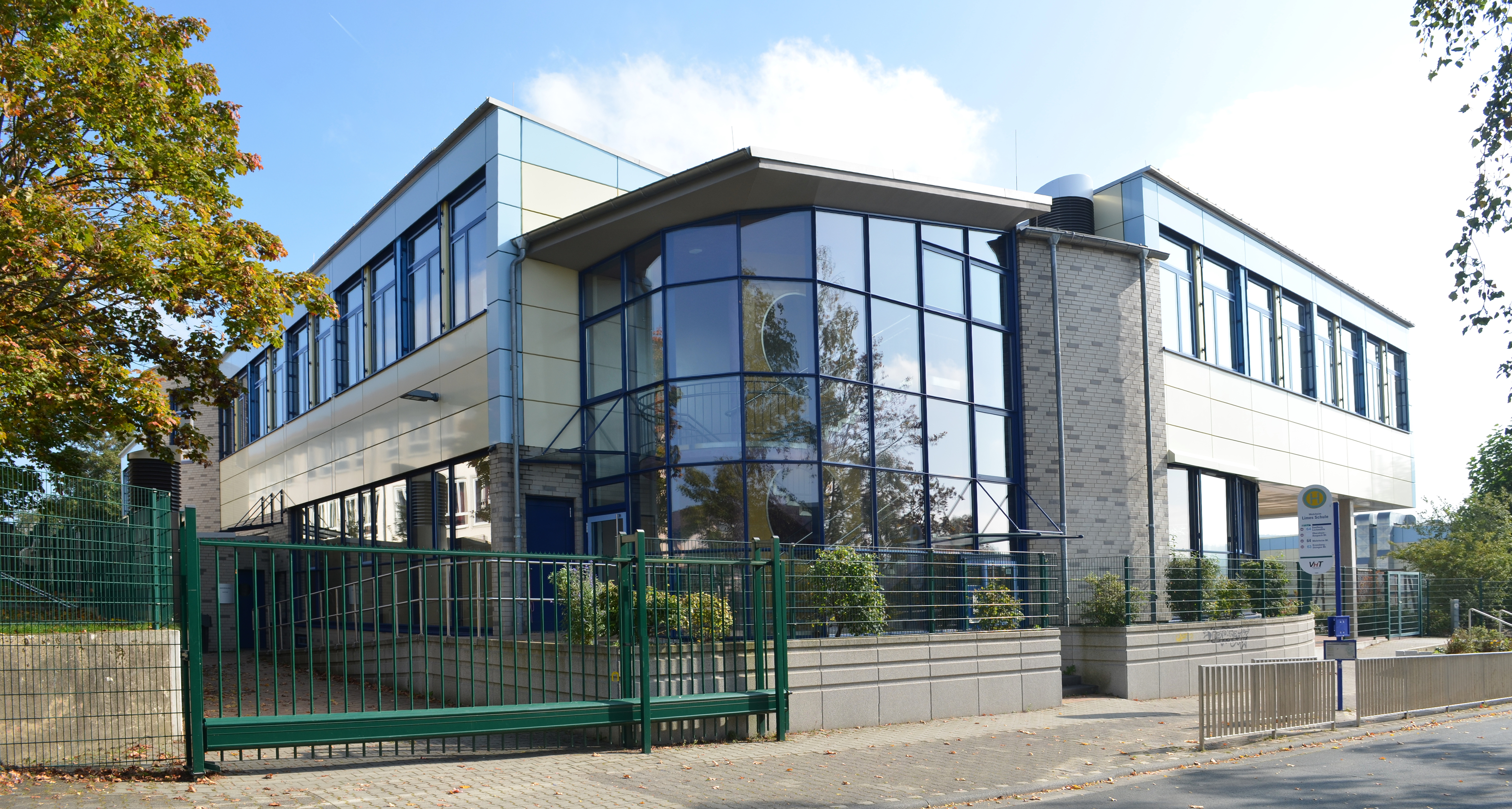
リーメスシューレ

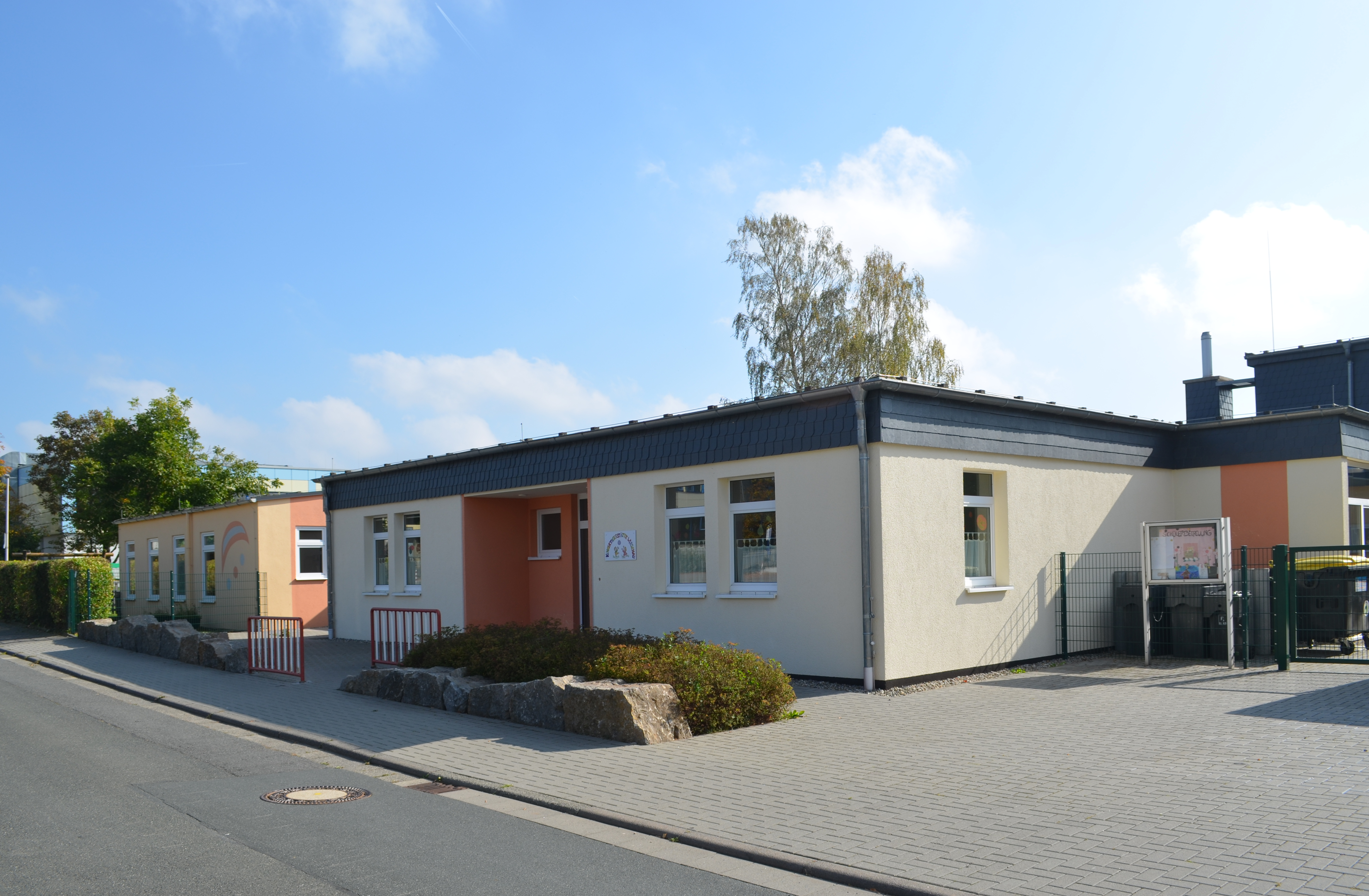
ヴィーゼナウの幼稚園

ヴェールハイムには基礎課程学校リーメスシューレがある。1837年ヴェールハイムに旧学校の校舎が建設された。この建物は1984年から社会福祉住宅として利用されている。20世紀の初めにヴェールハイムの学校のために新しい校舎が建設された。この建物は現在、ハインリヒ＝キールホルン＝シューレとして利用されている。基礎課程学校自体は1990年代に近代的な新校舎を設け、2016年現在郡内最大の基礎課程学校となっている。ハインリヒ＝キールホルン＝シューレは学習補助のための養護学校である。この学校は、ヘッセン州の地域再編まではウージンゲン郡の特別学校であった。校名は、1973年11月5日に、特別教育のパイオニアであるハインリヒ・キールホルンにちなんで命名された。
タウヌスハイムは、1943年に戦争孤児のための寄宿教育施設として設立され、1998年までフランクフルト・アム・マイン市の孤児寄宿教育施設であった。その建物は、ホテル・ヴァルトフリーデとして1906年に建設された建物であった。ホテル・ヴァルトフリーデは1932年に倒産し、1942年にフランクフルト市の所有となって、孤児寄宿教育施設として利用されていたのである。存続していた最後の20年間、タウヌスハイムは時間帯によって2つのグループに分けられた、6歳から18歳まで、最大18人の子供たちの家であった。1994年には昼間だけケアするグループが設けられた。この施設は、1998年の経費節減策のために閉鎖された。タウヌスハイムに付属していたマナー教育のための学校は、2001年までこの場所で存続していたが、その後フランクフルト＝ヘーヒストに移転した。ヴェールハイム当局は、空き家となったタウヌスハイムにハインリヒ＝キールホルン＝シューレを移転させることを検討している。
1937年にこの町で最初の幼稚園が、市庁舎の一角に設けられた。運営は、国家社会主義公共福祉によってなされた。この幼稚園は、戦時中は閉鎖された。1956年9月15日に旧学校内に改めて幼稚園が開園した。1973年12月に幼稚園はヴィーゼナウの現在の建物に移転した。1994年にラヒェの幼稚園、2003年にビューゲルの幼稚園が開園した。

### 弾薬庫
ヴェールハイムとケッペルンとの間の森の中にドイツ連邦軍の「ケッペルン南」弾薬庫がある。1949年4月13日に 154 ha の森林および草地がアメリカ占領軍政府によって接収され、その後弾薬庫が建設された。1970年に60棟の弾薬掩蔽倉庫に加えてさらに223基の掩蔽壕を建設することの是非が激しい議論となった。そのために 67.4 ha の森の開墾が必要であることと、地下水に対する影響についての懸念が、町長のヨーゼフ・ケーニヒ (CDU) をはじめとする多くの町民から批判された。こうした疑念に反して、1977年12月に建設が決定され、1978年から1979年に実施された。これを批判する平和運動が起こり、1980年代半ばまで敷地周辺で一連の抗議活動が続けられた。核兵器が格納されるという噂が広まった。しかしこの弾薬庫は初めからずっと通常兵器の弾薬庫として利用されていた。冷戦終結後、1997年にこの弾薬庫はドイツ連邦軍に移譲された。

## 文化と見所

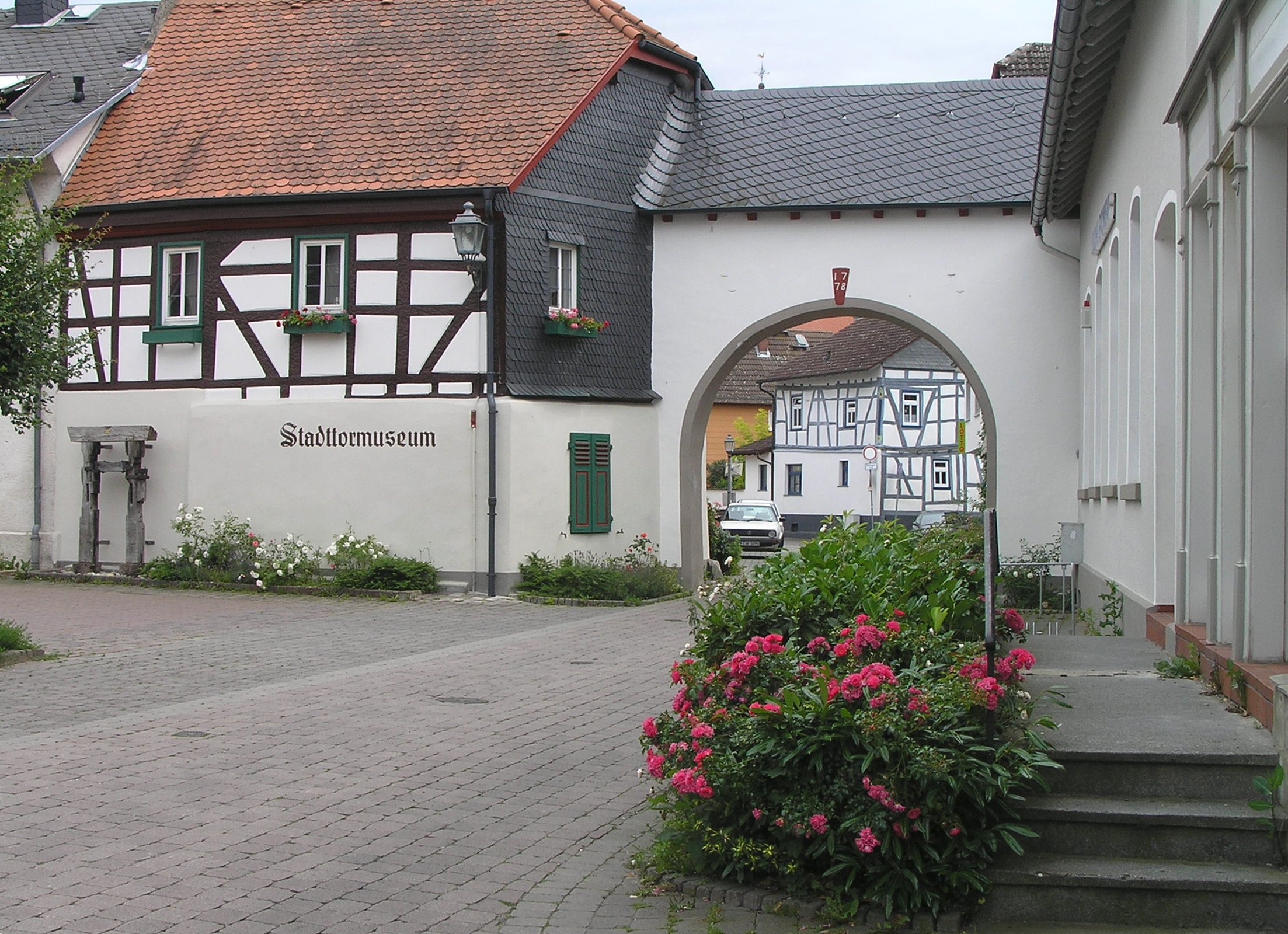
ヴェールハイム市門博物館

### 博物館
この町の象徴的建造物である1778年に建設された旧市門（「ウンタートーア」 = 「下の門」と呼ばれる）には、ヴェールハイム市門博物館が入っている。この博物館には、骨壺埋葬地文化の青銅製の出土品も展示されている。町は、1980年に老朽化したこの建物を入手した。歴史協会との共同作業によってこの建物は改修され、1983年から歴史協会によって博物館として利用されている。

### ヴェールハイムの「ノイエ・ミッテ」
「赤い町役場」と市門との間の内市街は、一連の修復された木組み建築群により大いにクオリティを上げたが、旧連邦道 B456号線に直接面する付近の町は、あまり見る価値がない場所だった。町はこの場所を買収し、2011年末までに中央広場を囲んで住居や小売店が並ぶ「ノイエ・ミッテ」（直訳すると「新中心街」）を建設した。

### 建造物

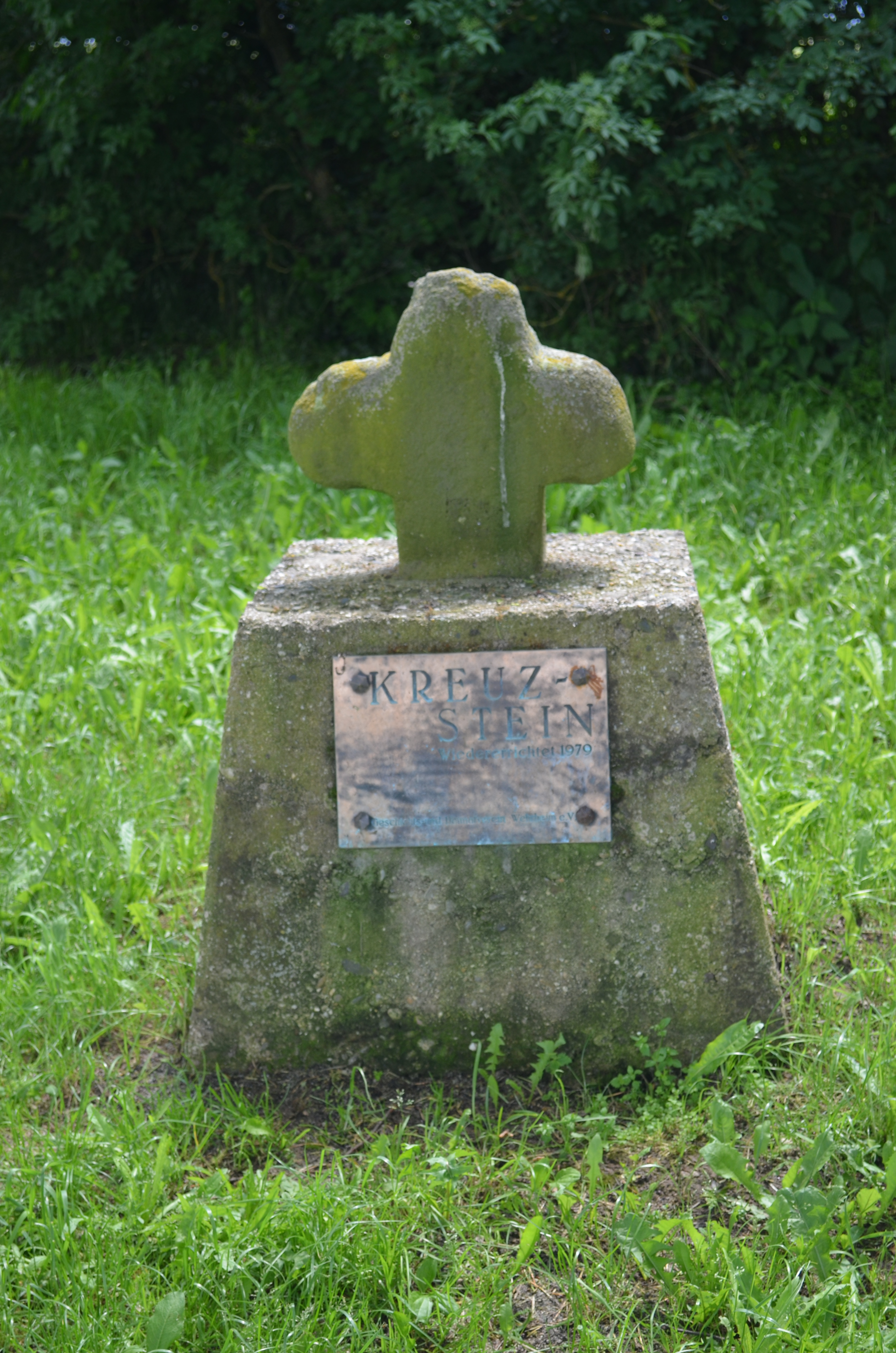
ヴェールハイムの十字架石

2005年に UNESCO により世界遺産に登録されたオーバーゲルマニシュ＝レティシャー・リーメスが町境を越え、13 km にわたって遺されている。プファッフェンヴィースバッハ地区付近にローマ時代の城砦カパースブルクがある。ヴェールハイムの南の高台、バート・ホムブルクへ至る山道沿いに復元されたローマ時代の城砦ザールブルク城がある。「赤い町役場」（赤レンガの建物であるためこう呼ばれる）は、1859年に福音主義教会の近くに建設され、町の中心の注目を集める建物であった。その小塔内には鐘があり、特別な機会に打ち鳴らされる。現在では、町の行政はこの赤い町役場で執られているわけではなく、「ノイエ・ミッテ」の近代的な機能建築で執務されている。
町の外に十字架石がある。これはタウヌス珪岩で創られた、高さ 65 cm の小さな十字架であり、銘文はない。この石は、もしかすると境界石であり、また贖罪の十字架でもあった可能性がある。この十字架石は、かつては別の場所に置かれていた。1970年にヴェールハイム歴史・郷土協会が現在の場所に再び設置し直したものである。
ヴェールハイム墓地は、1822年から町の公共墓地である。

#### 福音主義教会
福音主義教会は、この町の2つの教会のうち大きい方の教会である。1780年から1782年にバロック様式の村の教会として建設され、村役場のすぐ隣にあった。「新しい教会」での最初の礼拝は、1781年のクリスマスに行われた。現在の教会の場所には、中世から教会堂が建っていた。大理石の洗礼盤は、1785年に当時の村長ヨハネス・グロースによって創られた。ヨハネス・グロースの墓石は現存しており、教会の壁に埋め込まれている。1783年、ヨハン・コンラート・ビュルギーによってオルガンが製作され、7月17日に完成した。このオルガンは880本のパイプ、1つのマニュアルと16のストップを持つ、3台しかない現存する演奏可能なビュルギー・オルガンの1台である。このオルガンは2006年に修復された。教会は、3つの鐘で構成される組鐘を有している。最も古い鐘は1638年、最も新しい鐘は1951年のものである。1817年10月31日、宗教改革300周年を記念して「教会周囲の通り」にルターのボダイジュが植えられた。しかし1958年に道路の拡幅工事のために伐採された。マインツの彫刻家フリードリヒ・ドレッセルは、その木材から十字架群像を制作し、教会に納めた。2005年に教会内の修復が行われた。これにより、元々のパステル彩色が復元された。

#### カトリック教会
カトリック教会は、1712年から1713年にトリーア大司教の命令により、ヴェールハイム城の跡地に建設された。この教会は1744年に大天使ミカエルに献げられた。ネオゴシック様式の窓と聖具室を持つ内陣は1809年から1902年にヴィルヘルム・ゴットハルト司祭の下で改築された。1955年にエルンスト・パウル・ロース司祭の下で改めて修復と改築が行われた。これにより、主祭壇およびマリエン祭壇のネオバロック様式の構成、講壇、ヴェストヴァルトのナウオルトから移設された十字架の道行きの14留が設けられた。
この教会は、1970年から1973年に、第2バチカン公会議の礼拝上の新規則に対応して再度改築がなされた。これにより、講壇、主祭壇、聖体拝領台が撤去された。1993年に内部の改修が行われた。
教会内部の最も古い部分は、祭壇上の1694年に製作された十字架である。祭壇のほかに、1729年に製作された大理石の洗礼盤がある。

### ユダヤ人墓地
ヴェールハイムのユダヤ人墓地は1864年から1938年までアンスパハとヴェールハイムのユダヤ教会信者の埋葬地として用いられた。このユダヤ教会は、国家社会主義の時代に壊滅した。この墓地は、ヴェールハイムの外約 2 km のビッツェンバッハタール内のルートヴィヒ・ベンダー・バート（屋外プール）近くに位置している。およそ1ダースほどの墓石が遺されており、ヴェールハイムにおけるユダヤ教の歴史と国家社会主義の恐怖を思い起こさせる。

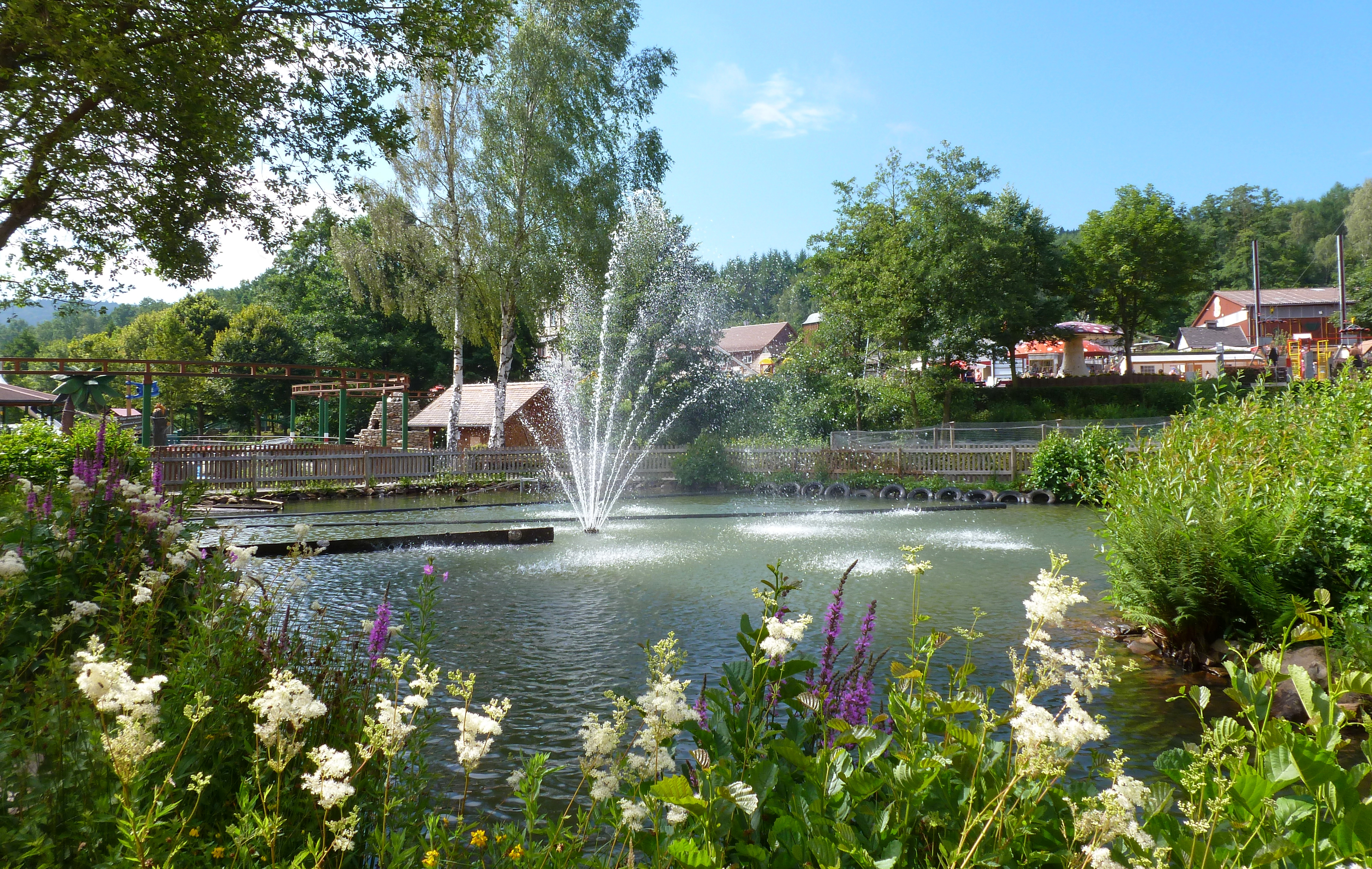
レジャーランド「ロッホミューレ」

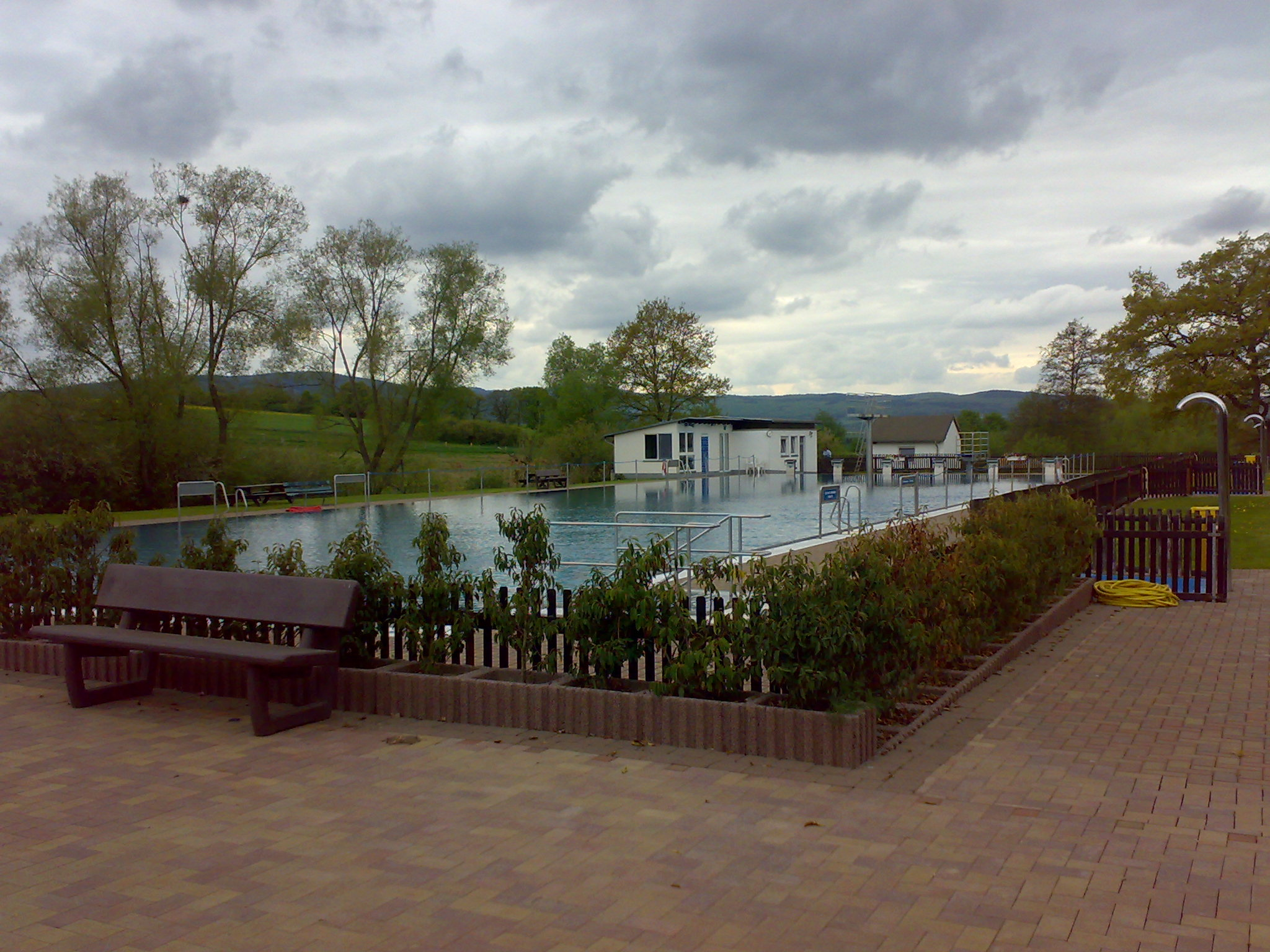
ルートヴィヒ・ベンダー・バートのメインプール

- ヴェールハイムの福音主義教会
- ヴェールハイムのカトリック教会
- ヴェールハイムのユダヤ人墓地

### レジャー施設とスポーツ施設
ロッホミューレは、タウヌス鉄道ザールブルク駅に隣接した、広く知られたレジャーパークである。敷地内には、ロッホミューレの小城の遺構が（わずかではあるが）遺されている。
ヴェールハイム地区の外、ウージンゲン方向の森の端にスポーツ施設オーバーローがある。芝生のグラウンド、砂のグラウンド、陸上競技施設のほかにクラブハウスや遊戯広場も使用できる。施設の一部は射撃競技センターとなっており、エアガン、小口径銃およびスポーツピストル用の射撃スタンド（50 m と 25 m）がある。この施設を利用している TSG ヴェールハイムは1861年に設立された。
オーベルンハイン地区にはテニスクラブとザールブルクハレがある。
プファッフェンヴィースバッハ地区のクランスベルガー通り沿いのスポーツ施設には、芝生のグラウンド、砂のグラウンド（小競技場）、ストリートバスケットボール施設、インラインスケート施設がある。このほかにクラブハウスもある。
ビッツェンバッハタールにあるルートヴィヒ・ベンダー・バート（建設当時の町長にちなんで命名された）は、ヴェールハイム町の屋外プールである。1956年にアメリカ軍によって（弾薬庫のための道路建設資材に対する謝礼として）建設された。これ以後何度も拡張がなされ、太陽光温熱装置が設置された。

## 人物

### 出身者
- ヘルマン・シェール（ドイツ語版、英語版）（1944年 - 2010年）政治家。ライト・ライブリフッド賞受賞者